# Léa Mariage
Léa Mariage (* 13. August 2000) ist eine deutsche Synchronsprecherin.

## Karriere
Als Synchronsprecherin lieh Mariage unter anderem Oona Laurence, Mackenzie Foy und Lulu Wilson ihre Stimme. Außerdem war sie in Filmen wie Pirates of the Caribbean – Fremde Gezeiten, Mad Max: Fury Road und Mustang zu hören. Darüber hinaus lieh sie Heidi in der gleichnamigen Zeichentrickserie von 2015 ihre Stimme.

## Synchronarbeiten
- Oona Laurence in Southpaw, Bad Moms, Bad Moms 2 und Die Verführten
- Mackenzie Foy in Interstellar und Jesse Stone: Lost in Paradise
- Emilia Jones in Pirates of the Caribbean – Fremde Gezeiten und Brimstone
- Lulu Wilson in Erlöse uns von dem Bösen und Annabelle 2
- Coco Jack Gillies in Mad Max: Fury Road
- Sophia Lillis in Es und Es Kapitel 2
- Morgan Lily in 2012
- Ella Anderson in Schloss aus Glas
- Emma Rose Lima in Bambi 2 – Der Herr der Wälder
- Güneş Nezihe Şensoy in Mustang
- Heidi in Heidi
- Pili Groyne in Das brandneue Testament
- Rebecca Emilie Sattrup in Die Hüterin der Wahrheit – Dinas Bestimmung
- Rebecca Emilie Sattrup in Die Hüterin der Wahrheit 2: Dina und die schwarze Magie
- Nana Mori als Hina Amano in Weathering With You – Das Mädchen, das die Sonne berührte
- Kyliegh Curran in Doctor Sleeps Erwachen
- Storm Reid in Der Unsichtbare
- Filo in The Rising of the Shield Hero
- Millie Bobby Brown in Enola Holmes
- Thomasin McKenzie in Last Night in Soho
- 2019: Aoi Aioi in Her Blue Sky
- 2020: Lulu Wilson in Star Trek: Picard
- 2024: Yuki Itose in A Sign of Affection